# Abbeville-Saint-Lucien
Abbeville-Saint-Lucien is een gemeente in het Franse departement Oise (regio Hauts-de-France) en telt 556 inwoners (2004). De plaats maakt deel uit van het arrondissement Clermont.

## Geografie
De oppervlakte van Abbeville-Saint-Lucien bedraagt 5,2 km², de bevolkingsdichtheid is 106,9 inwoners per km².
De onderstaande kaart toont de ligging van Abbeville-Saint-Lucien met de belangrijkste infrastructuur en aangrenzende gemeenten.

## Demografie
Onderstaande figuur toont het verloop van het inwonertal (bron: INSEE-tellingen).